# Marian Gaweł

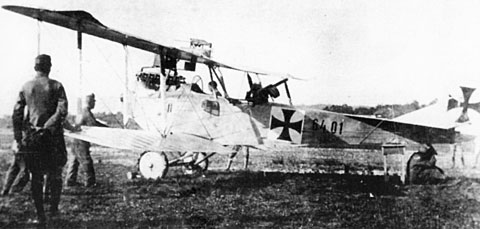
Samolot Hansa-Brandenburg C.I

Marian Stanisław Gaweł (ur. 10 września 1889 w Sanoku, zm. 16 listopada 1937 w Warszawie) – major pilot Wojska Polskiego II RP, kierowca rajdowy, pracownik i działacz branży samochodowej.

## Życiorys
Urodził się 10 września 1889 w Sanoku. Był synem adwokata dr. Jana Gawła (zm. 1913) i Marii Magdaleny z domu Bilińskiej (1848-1935, córka Ludwika i Sabiny z domu Pieniążek). Jego rodzeństwem byli: Emil (1876-1921, adwokat), Bronisław (ur. 1879, zm. prawd. 1939, nauczyciel), Józef (jeden z bliźniąt, ur. i zm. 30 marca 1882), Władysław Zygmunt (drugi z bliźniąt, ur. 30 marca 1882, zm. 14 maja 1882), Stanisław (1883-1951, duchowny rzymskokatolicki, kapelan wojskowy), Janina Maria (1886-1972), Leonard (1893-1954).
W wieku 19 lat rozpoczął studia w Akademii Rolniczej w Dublanach. Przez pewien czas gospodarował na roli. Od października 1909 odbywał służbę wojskową w C. K. Armii w charakterze jednorocznego ochotnika. Nie powrócił już na studia rolnicze, lecz kontynuował naukę w Technicznej Akademii Wojskowej w Mödling k. Wiednia. Po ukończeniu studiów dostał przydział jako leutnant do Pułku Armat Polowych Nr 30 w Przemyślu. Został mianowany chorążym w rezerwie artylerii polowej i górskiej z dniem 1 stycznia 1912. W tym charakterze był przydzielony do Pułku Armat Polowych Nr 30 w Przemyślu. Następnie został mianowany na stopień oficerski porucznika artylerii polowej i górskiej służby czynnej z dniem 1 listopada 1913. Służył nadal w macierzystej jednostce.
Po wybuchu I wojny światowej pułk Mariana Gawła wyruszył w sierpniu 1914 na front. Po miesiącu walk, 30 sierpnia został on ciężko ranny w nogę, następnie przebywał w szpitalu przez kolejne 10 miesięcy, do lipca 1915. Został awansowany na nadporucznika w artylerii polowej i górskiej z dniem 1 maja 1915. W połowie 1915 zgłosił się ochotniczo do służby w C. K. Lotnictwie i w stopniu porucznika został skierowany na szkolenie obserwatora lotniczego. Już od 2 sierpnia 1915 rozpoczął służbę jako obserwator na samolotach rozpoznawczych w eskadrze (Fliegerkompagnie) Flik 5 na froncie serbskim. Odbywał m.in. śmiałe loty rozpoznawcze nad Belgrad. Od maja do lipca 1916 przechodził szkolenie w pilotażu w Niemczech, a następnie jeszcze dodatkowy kurs w Wiener Neustadt. W trakcie wojny figurował jako oficer macierzystego pułku nr 30, a od 1916 figurował przy tej jednostce jako pilot polowy (Feldpilot). W tym charakterze rozpoczął służbę jako dowódca plutonu eskadry Flik 36 na froncie rumuńskim, z lotniska w Bułgarii, gdzie odniósł swoje największe sukcesy. Wykonywał loty rozpoznawcze i bombowe na samolotach Hansa-Brandenburg C.I. 25 listopada 1916 lecąc samolotem typu Hansa-Brandenburg C.I nr 68.17 zestrzelił jako pilot rumuński samolot Farman w pobliżu wsi Ulmuleţ (niedaleko miasta Zimnicea) – było to pierwsze zwycięstwo powietrzne na tym froncie, za co został odznaczony wysokim Orderem Korony Żelaznej III klasy i niemieckim Krzyżem Żelaznym II klasy. 2 kwietnia 1917 na samolocie typu Hansa-Brandenburg C.I (nr 68.16) wraz ze strzelcem Karlem Ryantem zestrzelił kolejny samolot w rejonie dunajskiego portu Braiła. Na froncie rumuńskim służył do 22 kwietnia 1917. W maju 1917 rozpoczął kurs pilotażu myśliwskiego w Wiener Neustadt, a następnie od czerwca służył na froncie włoskim we Flik 32, latającej na myśliwcach Aviatik D.I jako szef pilotów (Chefpilot), przez pewien czas pełniący obowiązki dowódcy. Od 1 stycznia 1918 służył jako szef pilotów we Flik 41/J, dowodzonej przez asa Godwina Brumowskiego na froncie włoskim. Pod koniec lutego 1918 uległ jednak ciężkim obrażeniom w wypadku lotniczym na samolocie Albatros D.III (Oef), co wyeliminowało go praktycznie ze służby frontowej do końca wojny. Od maja 1918 służył jako pilot kontrolny, a od sierpnia do października komendant grupy odbiorczej sprzętu lotniczego na lotnisku Wiedeń-Aspern. W trakcie służby w lotnictwie austro-węgierskim wykonał około 130 lotów bojowych. Odniósł co najmniej dwa zwycięstwa powietrzne. Według stanu z 1918 jako pilot polowy w służbie w C. K. Lotnictwie był nadkompletowym nadporucznikiem z przydziałem do Pułku Artylerii Polowej Nr 24. W tym stopniu ukończył wojnę. W trakcie służby, zarówno w artylerii jak i w lotnictwie, wyróżniał się na frontach i w działaniach, za co otrzymał szereg odznaczeń.
Na początku listopada 1918 zgłosił się do tworzącego się polskiego lotnictwa w Krakowie, po czym został referentem lotniczym w IV Oddziale Sztabu Generalnego. Dekretem Naczelnego Wodza Józef Piłsudskiego z 2 grudnia 1910 został przyjęty do Wojska Polskiego z zatwierdzeniem posiadanego stopnia porucznika. Dekretem Naczelnego Wodza Józef Piłsudskiego z 6 lutego 1919 został mianowany pilotem w Wojsku Polskim z dniem 1 grudnia 1918. Rozkazem Sztabu Generalnego z 2 lutego 1919 z Sekcji Wojsk Lotniczych został przeniesiony na etat Dowództwa Wojsk Lotniczych z dniem 21 grudnia 1918. W stopniu kapitana był zastępcą dowódcy Wojsk Lotniczych ppłk. Hipolita Łossowskiego. W kwietniu 1919 został wysłany do Paryża w ramach wojskowej misji zakupów gen. Jana Romera, uczestnicząc w zakupach sprzętu dla lotnictwa polskiego. Po powrocie do Polski w październiku 1920 służył w Oddziale Naczelnej Kontroli Wojskowej. 18 marca 1921 został zatwierdzony z dniem 1 kwietnia 1920 w stopniu majora, w wojskach lotniczych, w grupie oficerów byłej armii austriacko-węgierskiej. W sierpniu 1921 został zastępcą dowódcy 2 pułku lotniczego ppłk pil. Ernesta Cieślewskiego, jednakże w listopadzie tego roku został z niejasnych przyczyn przeniesiony w stan nieczynny i nie powrócił już do czynnej służby. 3 maja 1922 został zweryfikowany w stopniu majora ze starszeństwem z 1 czerwca 1919 w korpusie oficerów aeronautycznych. W 1922 był komisarzem nadzwyczajnym na miasto Lwów. W 1923 był ponownie oficerem 2 Pułku Lotniczego. 31 października 1924 przeniesiony do rezerwy. W 1924 był majorem rezerwy lotnictwa – byłym zawodowym oficerem – przydzielonym jako oficerem rezerwowy do 2 pułku lotnictwa. W 1934 jako major rezerwy był przydzielony do 6 pułku lotniczego we Lwowie, zajmował 1 lokatę na liście starszeństwa oficerów rezerwy korpusu oficerów aeronautyki i pozostawał wówczas w ewidencji Powiatowej Komendy Uzupełnień Lwów Miasto.
Po przeniesieniu do rezerwy osiedlił się we Lwowie. Tam na początku lat 20. zamieszkiwał przy ul. Kopernika 3. Zaangażował się w polskim ruchu automobilizmu, był aktywny w zawodowych organizacjach samochodowych na obszarze Małopolski, pracował w kupieckiej branży samochodowej, zaś prócz tego działał w zawodach sportu samochodowego. Startował w rajdowych wyścigach samochodowych, m.in. w czerwcu 1928 w Rajdzie Krajoznawczym Małopolskiego Klubu Automobilowego o Puchar „Lwowskiego Kurjera Porannego”, gdzie zajął 9. miejsce na Austro-Daimlerze. W styczniu 1936 jako jedyny Polak uczestniczył w międzynarodowym rajdzie gwiaździstym do Monte Carlo. W 1937 zajął jedno z pierwszych miejsce w jednodniowej jeździe konkursowej Automobilklubu Za życia był jednym z najbardziej znany rajdowców w Polsce (określanych mianem automobilistów). Zawodowo kierował firmą Towarzystwo Sprzedaży Samochodów. Do końca życia sprawował stanowisko dyrektora biura sprzedaży „Polskiego Fiata” na rejon warszawski.
Będąc osobą stanu wolnego 26 czerwca 1923 oświadczył protokolarnie, że występuje z kościoła rzymskokatolickiego. Wieczorem 16 listopada 1937 w swoim mieszkaniu przy ulicy Smolnej (lub ulicy Smoczej) 32 w Warszawie popełnił samobójstwo strzałem z broni palnej w usta. Według doniesień prasowych powodem targnięcia się na życie miał być silny rozstrój nerwowy, spowodowany rzekomo przez załamanie finansowe.

## Ordery i odznaczenia
austro-węgierskie
- Order Korony Żelaznej III klasy z dekoracją wojenną i z mieczami (1917)[41][42][26]
- Krzyż Zasługi Wojskowej III klasy z dekoracją wojenną (1915)[43][23] i z mieczami (przed 1918)
- Srebrny Medal Zasługi Wojskowej na wstążce Krzyża Zasługi Wojskowej z mieczami[26] (7 stycznia 1918)
- Brązowy Medal Zasługi Wojskowej na wstążce Krzyża Zasługi Wojskowej (przed 1916)[23] i z mieczami (przed 1918)[26]
- Krzyż Pamiątkowy Mobilizacji 1912–1913 (1913)[21]
- Odznaka Pilota Polowego – dożywotnio
- Najwyższe pochwalne uznanie (1916)[44]
- Najwyższe pochwalne uznanie z jednoczesnym przyznaniem mieczów (1918)[45]

inne
- Krzyż Żelazny II klasy (1916)